# Mary Ann Bell
Mary Ann Bell, död efter 1831, var en brittisk modehandlare, sömmerska, designer och modejournalist. Hon var sin samtids ledande modedesigner i Storbritannien.

## Biografi
Mary Ann Bell var gift med publicisten John Bell (1745–1831) och mor till publicisten John Browne Bell (1779–1855), grundaren av News of the World (brittisk tidning). Det råder en viss oklarhet huruvida hon var John Bell den äldres fru eller svärdotter. Samtida dokument nämner inget släktskap med John Bell över huvud taget, möjligen för att undvika anklagelser om nepotism, men det var inte ovanligt för dåtida brittiska modeskapare, vars identitet i många fall är svårbekräftad.

### Designer
Mary Ann Bell ägde modebutiken 'The fashionable Millinery and Dress Rooms' på 22 Upper King Street i Covent Garden i London, som 1815 flyttade till 26 Charlotte Street, Bloomsbury och slutligen (före 1830) till 3 Cleveland Road mittemot St James's Palace, där den fick namnet 'Magazin des Modes'. Hon uppges ha varit sin tids mest framgångsrika person inom den brittiska modebranschen. Hon hade enligt annonsen agenter på kontinenten som exklusivt försåg henne med varje utländsk modenyhet inom klänningar, hattar och övriga modeartiklar två gånger i veckan. Hon var känd för att alltid vara uppdaterad om det absolut senaste inom modet.
Mary Ann Bell skapade också själv mode som designer. Hon hade en inflytelserik ställning, eftersom det brittiska modet länge var isolerat från det franska på grund av Napoleonkrigen. Den första dagen varje månad ställde hon ut nya modeller i skyltfönstret i sin butik. Bland hennes kända designvaror fanns Bandage Corset (1819), en korsett designad för att stödja kvinnan under graviditeten och hjälpa henne att återfå sin figur efter förlossningen, och Chapeau Bras (1820), en hopfällbar huva som kunde förvaras i en väska. Hennes Bandage Corset köptes och bars av hertiginnan av Kent när denna var gravid med den framtida drottning Viktoria av Storbritannien, och Bell kunde därför använda titeln 'Corset Maker to her Royal Highness, the Duchess of Kent' som reklam.

### Modeskribent
John Bell utgav mellan 1806 och 1821 La Belle Assemblée, som var samtidens ledande kvinnotidskrift i Storbritannien, och presenterade det senaste modet för medlemmarna ur den brittiska överklassen. Mellan 1810 och 1821 var Mary Ann Bell redaktör för tidskriftens modesektion, och presenterade sina egendesignade modeller i tidningen, vars modebilder ofta presenterades som hennes design. Från 1824 och framåt var hon redaktör för modetidningen 'The World of Fashion and Continental Feuilletons', även den publicerad av John Bell, som också den gjorde reklam för hennes modebutik och design.
Vid samma tid gjorde hennes rival Madame Lanchester detsamma i Le Miroir de la Mode, och flera modejournaler under 1800-talet följde snart i samma spår och anlitade kvinnliga designer som krönikörer, såsom "Miss Macdonald of 50 South Molton Street", "Mrs W. Smith of 15 Old Burlington Street" och "Miss (Mary Maria) Pierpoint of Portman Square", som alla på samma sätt försåg modejournalerna Lady’s Monthly Museum och Lady’s Magazine med sina egna designmodeller med instruktioner som text till bilder och krönikor om det senaste modet. Dessa kvinnor var inflytelserika inom yrket under sin samtid men den nuvarande informationen om dem är i allmänhet knapphändig.
1830 deltog hon i debatten kring den nyligen av drottningen lanserade kampanjen om bojkott av det franska modet för att gynna inhemsk produktion, en kampanj hon utåt stödde genom att säga att brittiska designers borde gynnas, men i själva verket ska ha motsatt sig eftersom hon förlitade sig på det franska modet inom både reklam och som inspiration för sina egna modeller.